# Muldaster haakei
Muldaster haakei ist eine fossile Art der Schlangensterne, die 2022 gemeinsam mit Ophiopetagno paicei von einer luxemburgisch-schwedischen Forschergruppe wissenschaftlich beschrieben wurde. Benannt wurde die Art nach dem Schlagzeuger der schwedischen Metal-Band Meshuggah, Tomas Haake.

## Beschreibung
Die Erstbeschreibung von Muldaster haakei erfolgte auf der Basis verschiedener für Schlangensterne typischer Skelettplatten, die in Sammlungen auf Gotland gefunden wurden. Die Beschreibung erfolgte vor allem auf der Basis von Skelettplatten der Arme, die sehr klein und stark länglich sowie nur schwach eingeschnürt sind. Der ventrale Plattenteil ist vorstehend und distal durch eine Tentakelkerbe eingeschnitten.
Die Art stellt nach Darstellung der Autoren einen abgeleitete und gegenüber dem in der gleichen Publikation beschriebenen Ophiopetagno paicei verkleinerte Art der Schlangensterne dar. Die Verkleinerung von O. paicei zu M. haakei erzwang ihnen zufolge eine strukturelle Vereinfachung des Schlangenstern-Skeletts durch die ontogenetische Beibehaltung juveniler Merkmale, wodurch der moderne Schlangenstern-Bauplan entstand. Die Art teilt viele Merkmale mit O. paicei in Bezug auf die seitlichen Armplatten und die Morphologie der Vertebrae, unterscheidet sich aber durch das Fehlen von Rillenstachelgelenken und einen teilweise freiliegenden Wassergefäßkanal als abgeleitete Merkmale.

## Fundort und zeitliche Einordnung
Die Fossilien stammen aus einer Sammlung von Mikrofossilien aus einer ehemaligen Ziegelgrube nahe dem Ort Mulde auf der schwedischen Insel Gotland. Sie stammen aus den Schichten des oberen Silur und sind damit etwa 420 bis 440 Millionen Jahre alt. Datiert werden die Wenlock-Schichten der Fundstelle auf 428,1 ± 0.7 Millionen Jahre.

## Systematik und Etymologie
Muldaster haakei wurde von den Erstbeschreibern einer eigenständigen Gattung Ophiopetagno innerhalb der Schlangensterne zugeordnet. Die geografische Nähe und die unmittelbare stratigrafische Abfolge legen nahe, dass sich M. haakei direkt aus O. paicei entwickelt hat. Um jedoch den wesentlichen Charakter der morphologischen Veränderungen zu unterstreichen, ordnen sie die beiden neuen Taxa separaten Gattungen zu und platzieren sie phylogenetisch aufeinander folgend im Stammbaum moderner Schlangensterne.

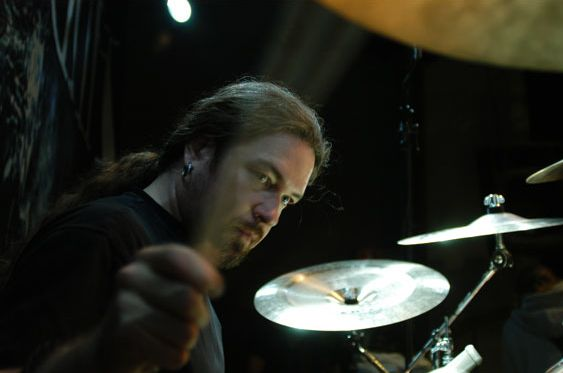
Muldaster haakei wurde nach dem Schlagzeuger der Band Meshuggah, Tomas Haake, benannt.

Die Benennung der Gattung erfolgte nach dem Begriff „Mulde“, der sich sowohl auf den Ort der Aufsammlung des Typusmaterials wie auch auf den paläontologischen Begriff bezieht, sowie dem griechischen aster für „Stern“. Der Gattungsname lautet entsprechend „Muldenstern“. Mit den Artnamen ehren die Autoren den Musiker Tomas Haake, den schwedischen Schlagzeuger der Metalband Meshuggah. Haake wurde als Vertreter einer abgeleiteten Form des Heavy Metal („representing a derived form of heavy metal music“) geehrt und damit in Kontrast gesetzt zu Ian Paice, dem Schlagzeuger der Rockband Deep Purple, als einem der letzten gemeinsamen Vorfahren des Heavy Metal („common ancestors in heavy metal“), als Namensgeber für Ophiopetagno paicei.
Bereits 2006 benannte Eriksson mit Kalloprion kilmisteri ein Fossil nach dem Sänger der britischen Hard-Rock-Band Motörhead, Lemmy Kilmister. Dabei handelte es sich um einen fossilen Vielborster, ein weiterer folgte 2012 mit Kingnites diamondi, der von ihm und seinen Kollegen nach dem dänischen Musiker Metalmusiker King Diamond benannt wurde. 2018 benannte Ben Thuy mit Brezinacantha tolis einen Schlangenstern nach den Brüdern Sakis und Themis Tolis, den Gründern der griechischen Black-Metal-Band Rotting Christ.

## Belege
1. 1 2 3 4 5 6  Ben Thuy, Mats E. Eriksson, Manfred Kutscher, Johan Lindgren, Lea D. Numberger-Thuy & David F. Wright: Miniaturization during a Silurian environmental crisis generated the modern brittle star body plan. Communications Biology 5 (14), 2022. doi:10.1038/s42003-021-02971-9
2. ↑  Fossilien-Benennung nach Deep Purple- und Meshuggah-Musiker. 11. Januar 2022, abgerufen am 14. Januar 2022 (deutsch).
3. ↑  Mats E. Eriksson: Polychaete jaw apparatuses and scolecodonts from the Silurian Ireviken Event interval of Gotland, Sweden. GFF 128 (2), 2006; S. 97–101, doi:10.1080/11035890601282097
4. ↑  Mats E. Eriksson, Olle Hints, Claes F. Bergman: Kingnites diamondi gen. et sp. nov., an exceptionally large Silurian paulinitid (Annelida; Polychaeta) from shallow marine settings of Baltoscandia. GFF 134 (3), 2012; S. 217–224. doi:10.1080/11035897.2012.704066
5. ↑  Ben Thuy, Neil H. Landman, Neal L. Larson & Lea D. Numberger-Thuy: Brittle-star mass occurrence on a Late Cretaceous methane seep from South Dakota, USA. Scientific Reports volume 8 (9617), 2018. doi:10.1038/s41598-018-27326-z